# Гетто в Мендзыжец-Подляски
Гетто в Мендзыжец-Подляски (пол. Getto w Międzyrzecu Podlaskim, идиш מעזעריטשער געטאָ‎) — еврейское гетто, располагавшееся на территории полузависимого от нацистской Германии генерал-губернаторства, в районе города Мендзыжец-Подляски. Ликвидировано в 1942—1943 годах в рамках окончательного решения еврейского вопроса. Все содержавшиеся в нём евреи были либо тотчас расстреляны, либо депортированы в лагеря смерти Треблинка-2 и Майданек.

## История
Во второй половине сентября 1939 года, в ходе польского похода РККА, Мендзыжец-Подляски был занят частями Красной Армии. В первой половине октября того же года, согласно договору о ненападении между Германией и Советским Союзом, город отошёл к немецкой зоне оккупации Польской Республики, в результате чего около 2 тысяч евреев бежало в Западные Украину и Белоруссию. В городе было образовано временное гетто, численность евреев, содержавшихся в котором, составила 20 тысяч человек. 25—26 августа 1942 года, под автоматные очереди и крики, служащими полиции порядка были согнаны на вокзал, погружены в поезда смерти и отправлены в лагерь смерти Треблинка-2 от 11 до 12 тысяч евреев.
Следующая серия убийств прошла в октябре—ноябре 1942 года. Обер-лейтенант Гартвиг Гнаде совершил досмотр молодых евреек с полным раздеванием, после чего был произведён ряд зачисток. Впоследствии старшина, находившийся под его командованием, рассказывал: «Должен сказать, деятельность обер-лейтенанта Гнаде произвела на меня впечатление выполнявшейся с огромным удовольствием». Так называемыми «травниками» (солдатами Красной Армии, призванными с территории Западных Украины и Белоруссии, сдавшимися в плен немцам и поступившими к ним на службу), численностью 350—400 человек, была проведена серия массовых убийств, не прекращавшихся в течение нескольких дней. В то же время военнослужащие 101-го резервного полицейского батальона произвели расправы над тысячами евреев, отказавшихся им повиноваться.
17 июля 1943 года гетто окончательно ликвидировали; оставшихся евреев депортировали в лагеря смерти Треблинка-2 и Майданек; в самом городе были расстреляны последние 160—200 проживавших в нём лиц еврейской национальности, и он был провозглашён свободным от евреев. Как оказалось, лишь около 1 % евреев Мендзыжец-Подляски осталось в живых после освобождения города от немцев.